# Grand Nuage de Magellan
Pour les articles homonymes, voir Nuage (homonymie), Magellan et GNM.
Le Grand Nuage de Magellan  (souvent abrégé par son sigle anglais LMC dans la littérature, en référence à Large Magellanic Cloud), est une galaxie naine de type SB(s)m appartenant au Groupe local et située dans les constellations de la Dorade et de la Table. Satellite de la Voie lactée, il s'agit d'une petite galaxie spirale magellanique, caractérisée par une grande barre et un seul bras spiral. La base de données NASA/IPAC rapporte un échantillon de près de 25 000 mesures dont la moyenne donne une distance de 50 ± 3 kpc (∼163 000 al). En 2019, cette distance est déterminée avec une précision de 1 % : 49,59 ± 0,54 kpc. C'est la troisième galaxie la plus proche de la Voie lactée, après les galaxies naines du Grand Chien et du Sagittaire. D'un diamètre de ∼ 14 000 a.l. (∼ 4 290 pc), c'est la quatrième plus massive du Groupe local après la galaxie d'Andromède (M31), la Voie lactée et la galaxie du Triangle (M33).
Visible dans le ciel nocturne de l'hémisphère sud, il a été mentionné pour la première fois par l'astronome perse Abd-al-Rahman Al Soufi en 964. Le navigateur Amerigo Vespucci le mentionne dans le compte-rendu de son voyage en 1503-1504 sans vraiment le définir et ce fut l’expédition de Magellan autour de la Terre qui le popularisa et qui lui donna son nom.
Sa morphologie particulière l'a longtemps fait classer parmi les galaxies irrégulières jusqu'à ce qu'on identifie une barre et un bras spiral déformés à l'origine de sa classification comme spirale magellanique, un type de galaxies naines dont il est le prototype. Le sud de la barre est par ailleurs relié au Petit Nuage de Magellan par un pont de gaz et d'étoiles appelé le pont magellanique. Il contribue également au courant magellanique, une structure arrachée aux Nuages (principalement au Petit Nuage), probablement par les forces de marée galactique de la Voie lactée.
La Voie lactée pourrait entrer en collision avec le Grand Nuage de Magellan dans 2 milliards d'années, bien avant la collision prévue avec la galaxie d'Andromède. Jusqu'à une date récente les astronomes pensaient que le Grand Nuage de Magellan était en orbite autour de notre galaxie ou que du fait de sa grande vitesse de déplacement elle échapperait à la force de gravité de celle-ci. Cependant des mesures récentes montrent que le Grand Nuage de Magellan a deux fois plus de matière noire que ce que l'on pensait auparavant. Les chercheurs affirment que le Grand Nuage de Magellan, qui a une masse plus importante que prévu, perd rapidement de l'énergie et est condamné à entrer en collision avec notre galaxie.

## Structure et composition
La barre du Grand Nuage de Magellan semble incurvée, ses extrémités étant plus proches de la Voie lactée que sa région centrale. La galaxie elle-même est inclinée de telle sorte que ses régions nord-est sont plus proches de notre galaxie que ses régions sud-ouest, comme cela avait été remarqué dès 1986 par l'étude de ses céphéides.
Cette inclinaison a depuis été confirmée par de multiples mesures à l'aide des céphéides, des étoiles du red clump et du sommet de la branche des géantes rouges, chacune de ces études arrivant à la conclusion que le plan moyen du disque du Grand Nuage de Magellan est incliné d'environ 35° par rapport au plan du ciel (son inclinaison serait nulle s'il était vu de face).
Des analyses plus poussées sur la cinématique des étoiles carbonées ont montré que ce disque est par ailleurs épais et gauchi. Enfin, la dynamique des amas stellaires du Grand Nuage de Magellan correspond bien à celle d'une distribution spatiale autour d'un disque, ces amas étant de surcroît distribués autour du même disque que celui de l'ensemble de la galaxie.

Vue composite dans l'infrarouge des poussières entourant la galaxie.

Comme la plupart des galaxies irrégulières et des galaxies spirales, le milieu interstellaire du Grand Nuage de Magellan est riche en gaz et en poussières, et est le siège d'une intense activité de formation stellaire. La nébuleuse de la Tarentule est à ce titre la région H II la plus grande et la plus active du Groupe local, avec une largeur d'environ 200 pc.
Pas moins de 60 amas globulaires, 400 nébuleuses planétaires et 700 amas ouverts ont été recensés dans le Grand Nuage de Magellan, ainsi que plusieurs centaines de milliers d'étoiles géantes et supergéantes. La supernova SN 1987A, la plus proche connue depuis SN 1604, se trouvait également dans cette galaxie.
Les deux Nuages de Magellan sont englobés dans une région H I commune, c'est-à-dire un vaste nuage d'hydrogène atomique neutre, dont la présence incite à penser que ces deux galaxies naines ont été durablement en interaction gravitationnelle l'une avec l'autre.

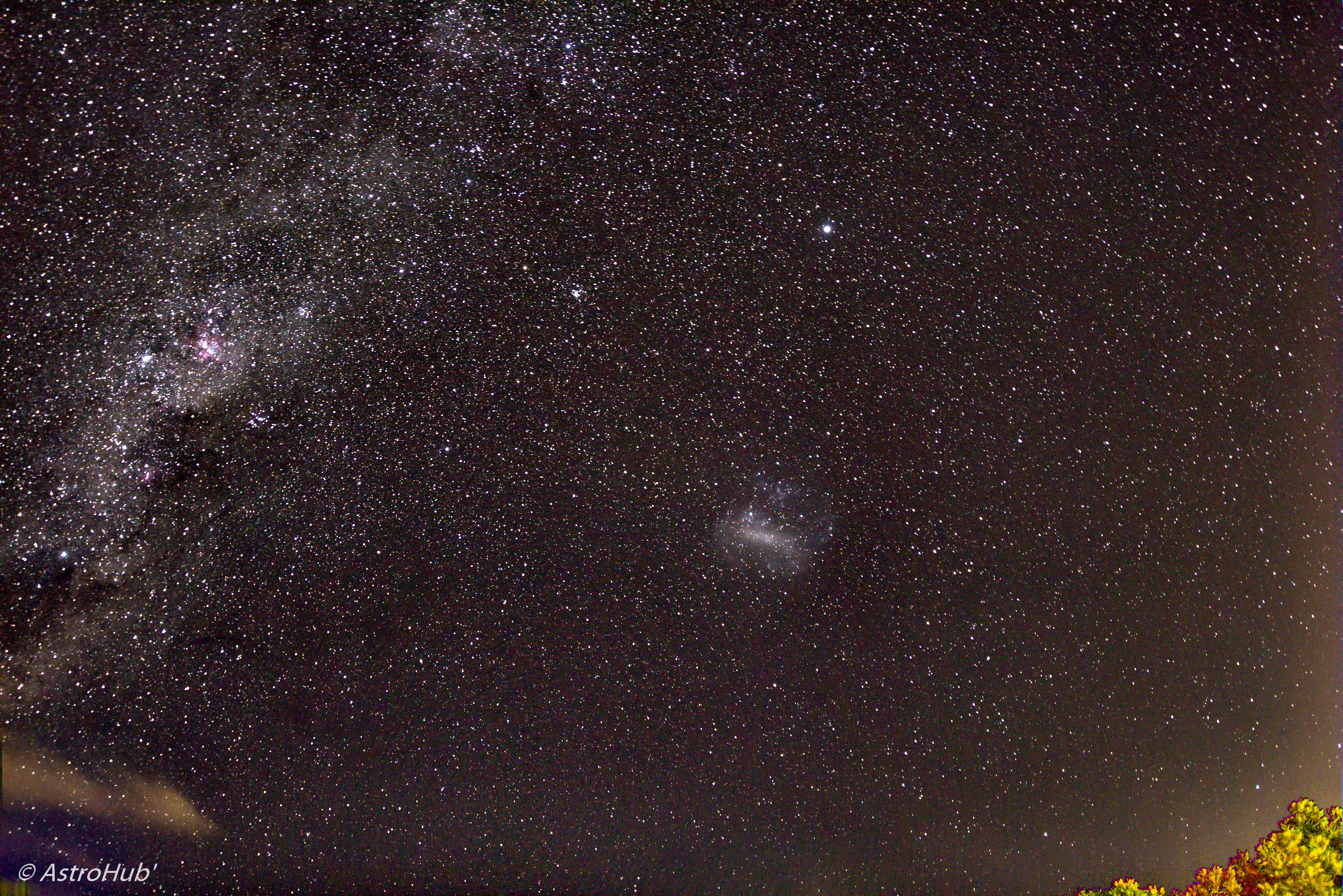
Localisation du Grand Nuage de Magellan sous la constellation de la Carène et sous la voie Lactée

### Objets notables
Le Grand Nuage de Magellan possède de très nombreux objets célestes notables. Parmi ceux-ci :
- la nébuleuse de la Tarentule, la plus active des régions H II du groupe local ;
- LMC X-1, un trou noir stellaire vu sous la forme d’une binaire X à forte masse ;
- LMC X-3, un autre trou noir stellaire, également binaire X à forte masse ;
- SGR 0526-66, un sursauteur gamma mou, peut-être situé dans le rémanent de supernova N49 ;
- PSR B0540-69 un pulsar jeune assez semblable au pulsar du Crabe (PSR B0531+21) ;
- NGC 1898, un amas globulaire.

Objets notables du Grand Nuage de Magellan
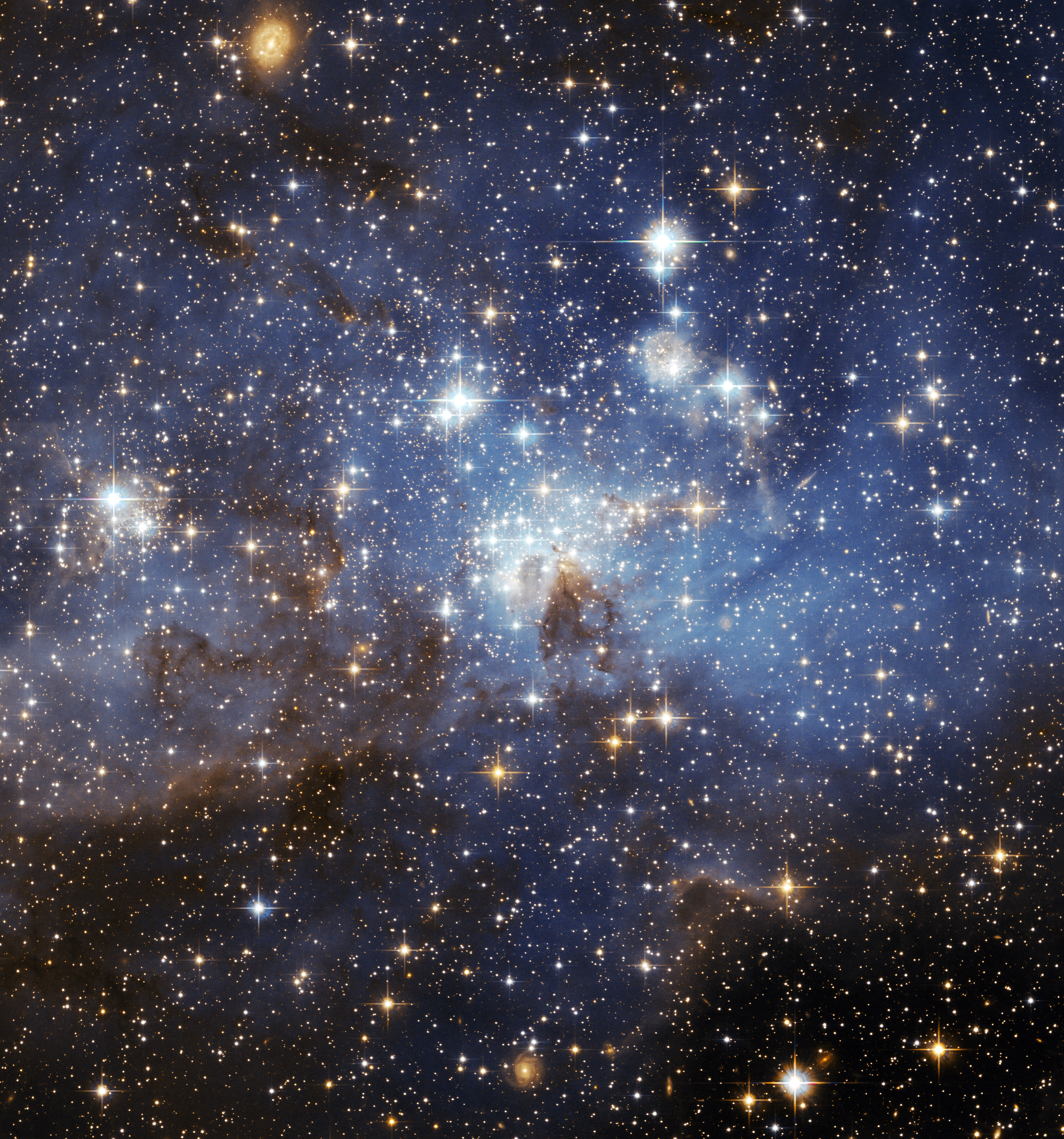
Zone de formation stellaire LH 95 (en)[19].
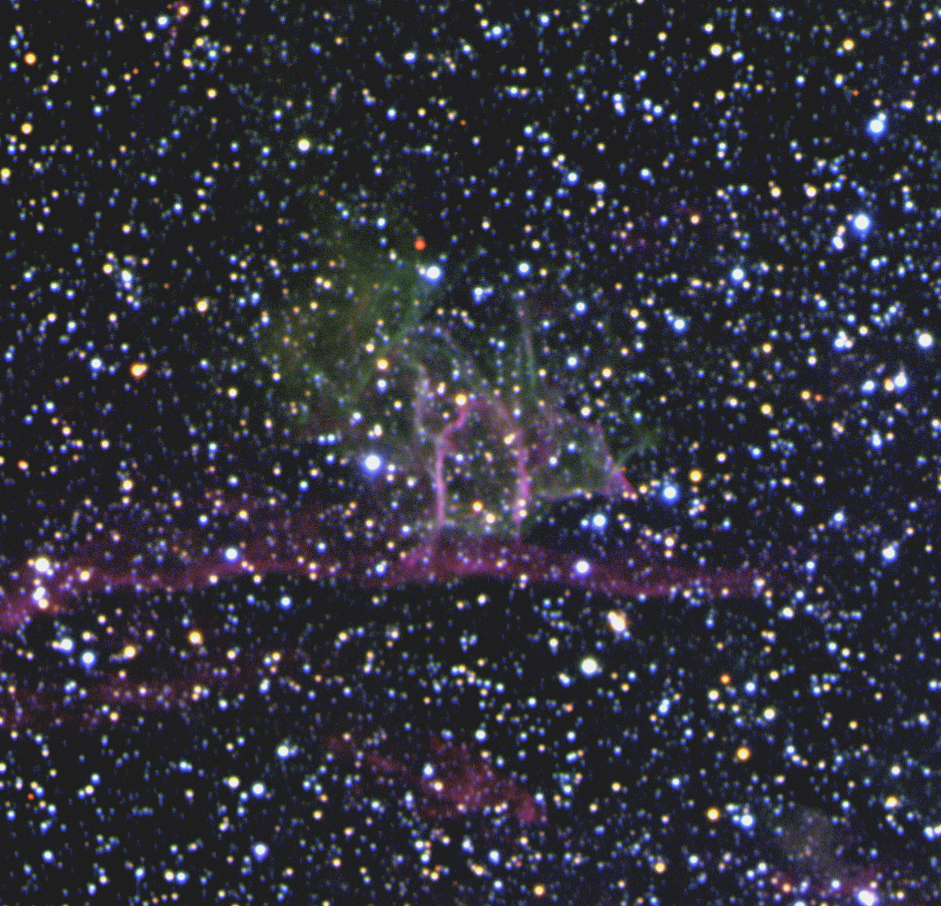
Rémanent de supernova SNR B0544-6910[20].
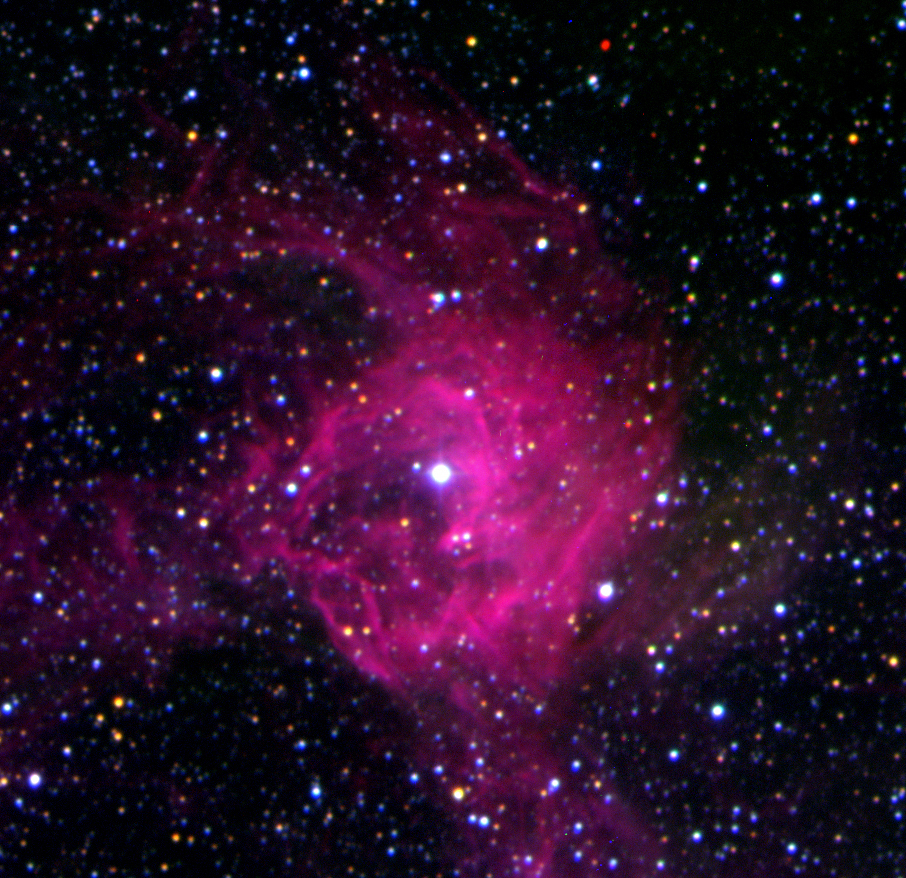
Rémanent de supernova SNR 0543-689[21].
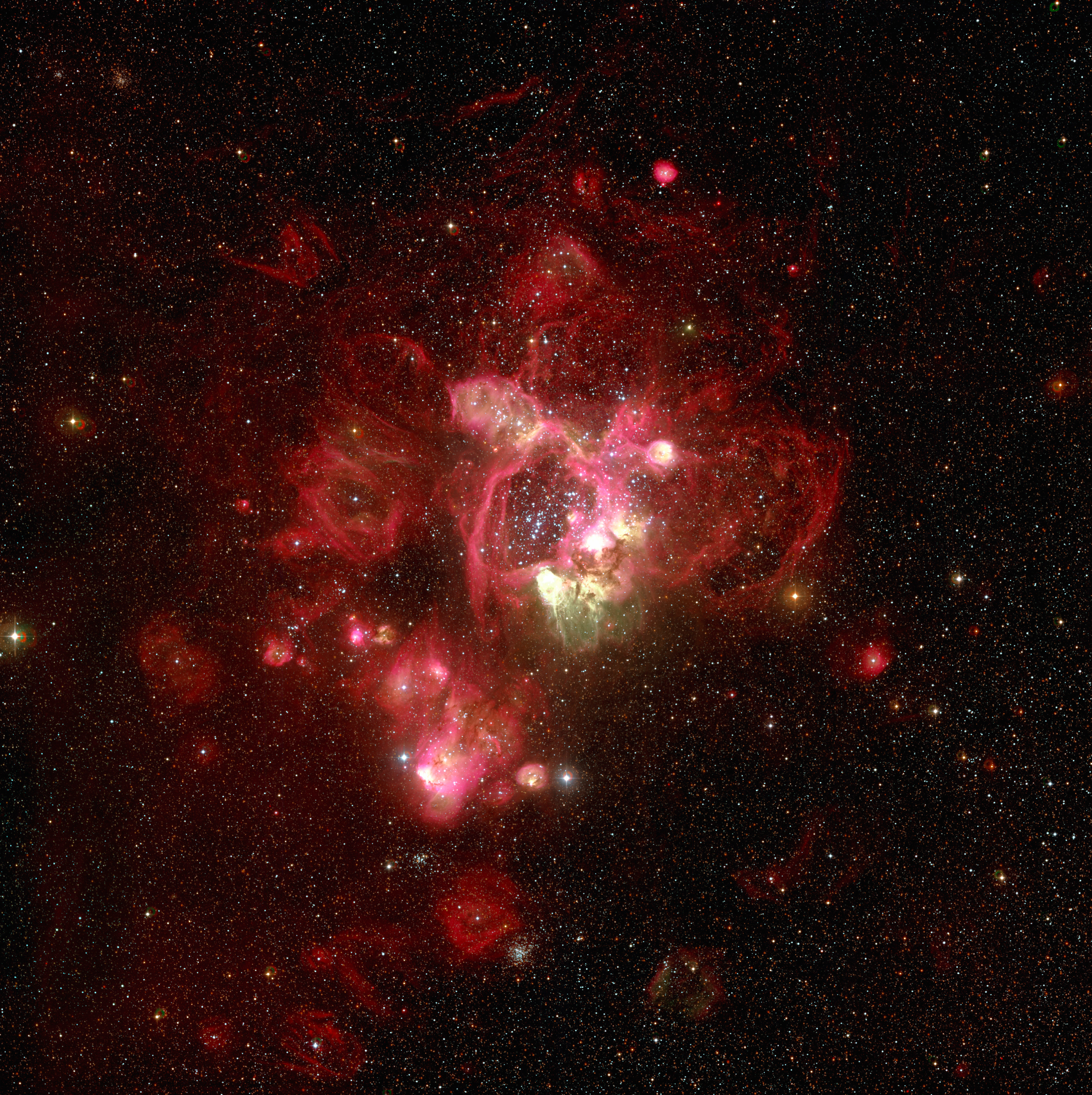
N44, une région H II[22].
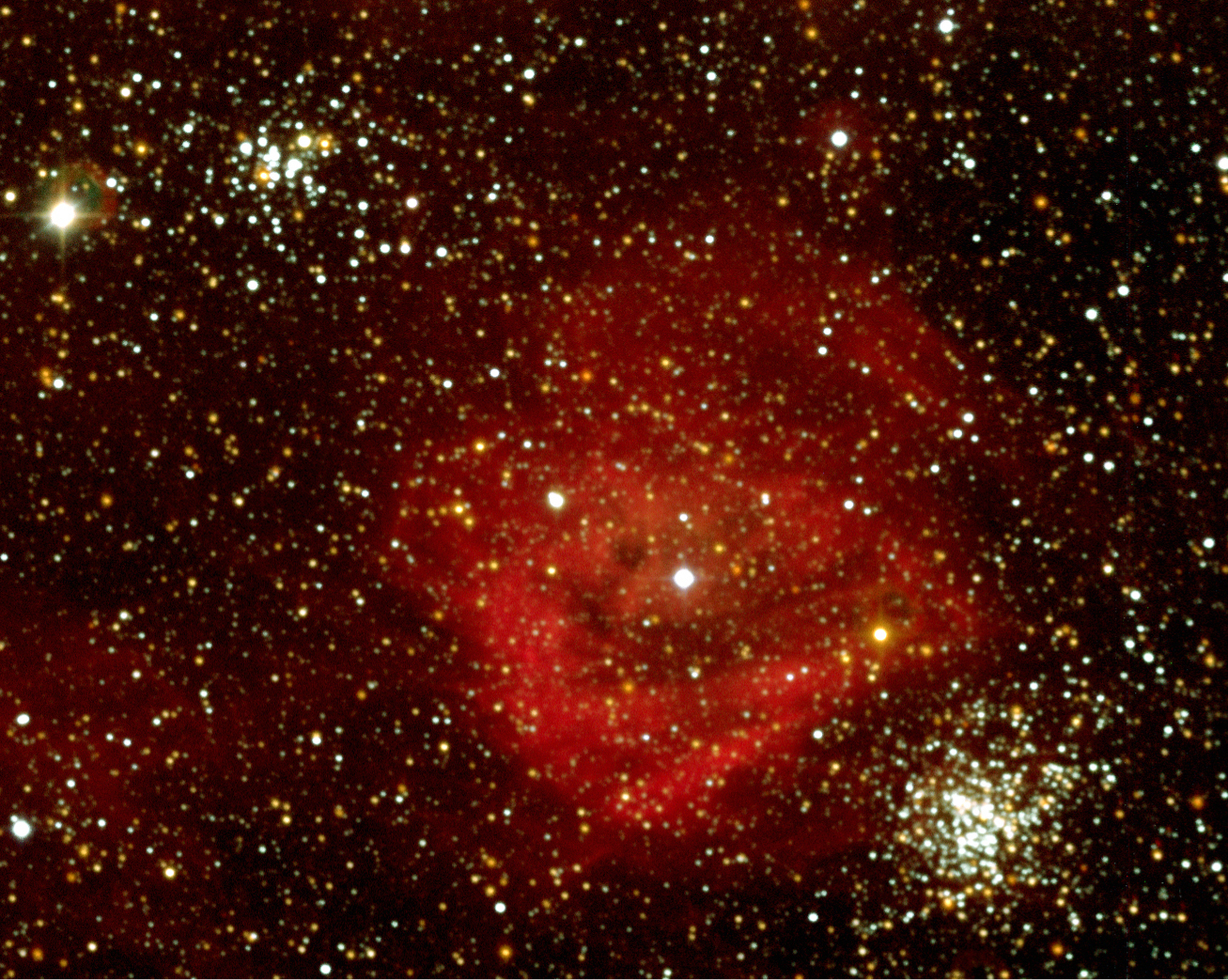
Nébuleuse DEM L 159 et amas KMHK 840 (en haut à gauche) et KMHK 831 (en bas à droite)[23].
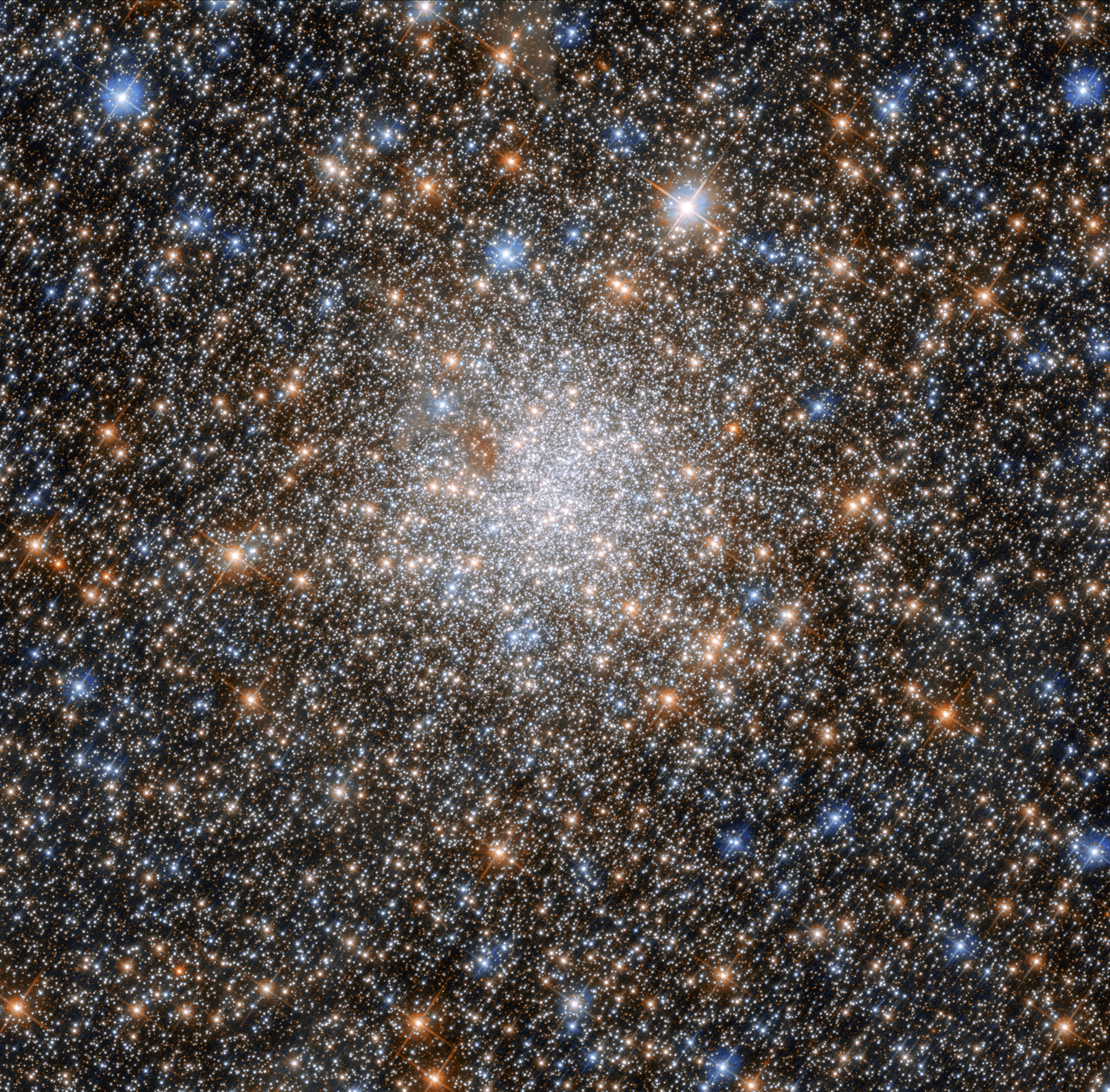
L'amas globulaire NGC 1898.
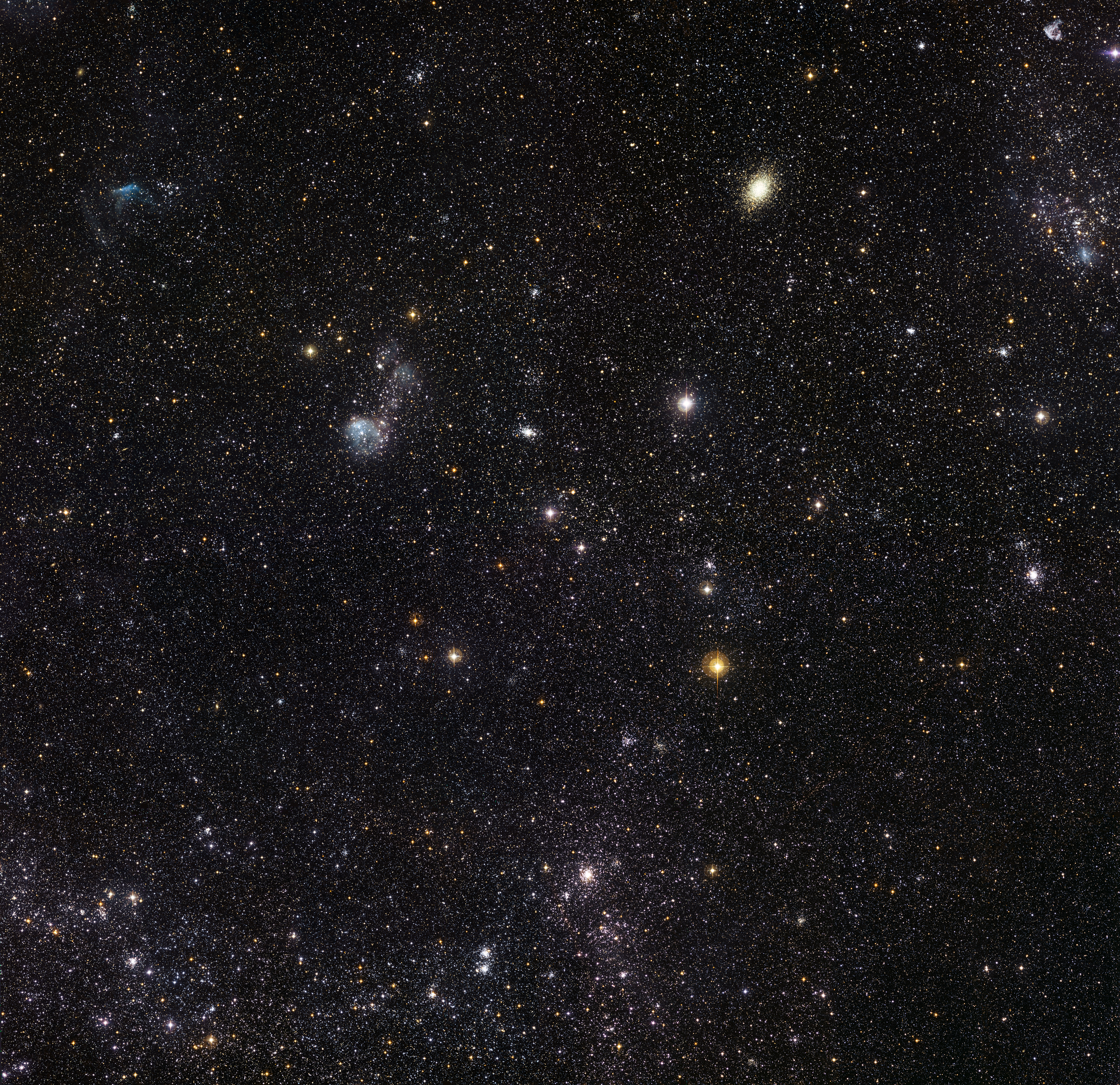
Gros plan sur une région du Grand Nuage de Magellan[24].